# غوص حر

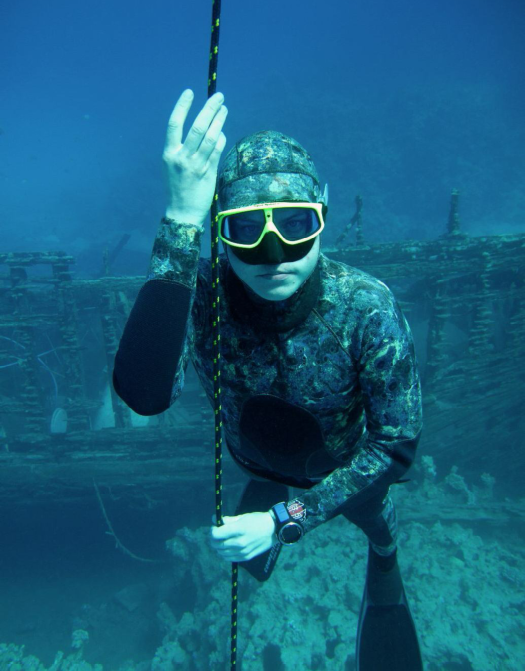
غوص الحر ، غوص في الأعماق بلا أجهزة تنفس.

الغوص الحر، هو الغوص الذي لا تستخدم فيه أجهزة التنفس الخارجية، ولكن يعتمد فقط على قدرة الغوّاص على حبس نفسه أطول فترة ممكنة حتى الرجوع إلى سطح الماء.

## أنواع الغوص الحر

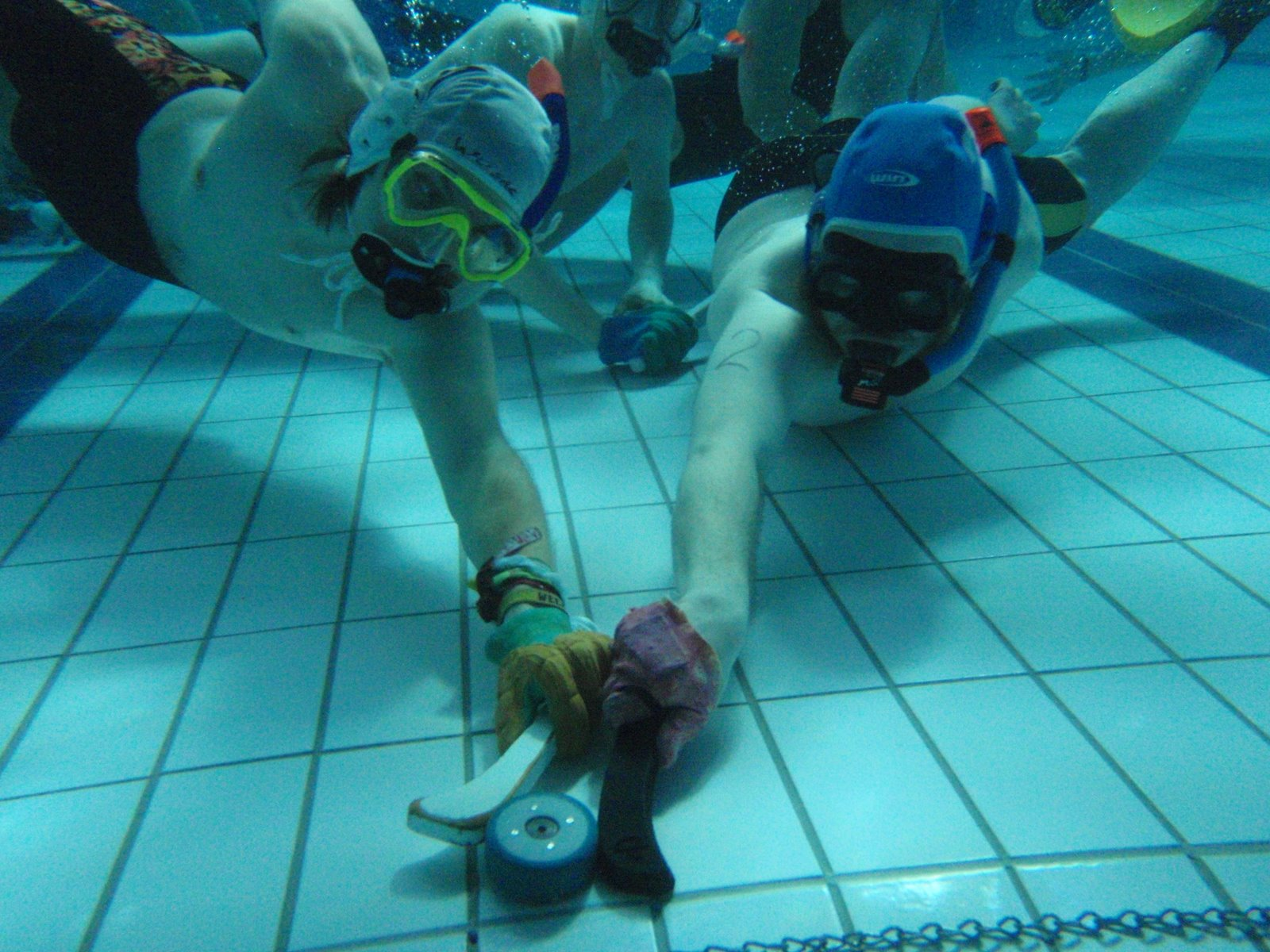
هوكي تحت الماء (Octopush).

يتضمن الغوص الحر مجموعة من الأنشطة تبدأ من مجرّد حبس الأنفاس وتصل إلى المسابقات التنافسية.
الغوص الحرّ هو أسلوب يستخدم في العديد من الأنشطة المائية مثل:
- الغوص الحر غير التنافسى.
- صيد الأسماك بالرّمح.
- التّصوير الفوتوغرافي أسفل الماء.
- عروض حوريّة البحر.

هناك أمثلة أخرى على الغوص الحرّ، تشمل:
- الباليه المائى وهو معروف أيضاً باسم السباحة المتزامنة.
- لعبة الهوكي تحت الماء.
- الصّيد تحت الماء (غير الصيد بالرمح).